# Jack White
Pour les articles homonymes, voir Jack White (homonymie), White et Gillis.
Jack White, né John Anthony Gillis le 9 juillet 1975 à Détroit (États-Unis), est un musicien, producteur et acteur américain, principalement connu comme guitariste et chanteur. Il est également pianiste et batteur. Il fait partie des pionniers de la renaissance du garage rock (garage rock revival) et était membre du duo The White Stripes. Jack est le cadet d'une fratrie de sept frères et de trois sœurs. Désirant au départ devenir prêtre, le fait de ne pas allier sa passion, la musique, et son travail le décida finalement à délaisser le sacerdoce pour se consacrer à la musique.

## Carrière musicale

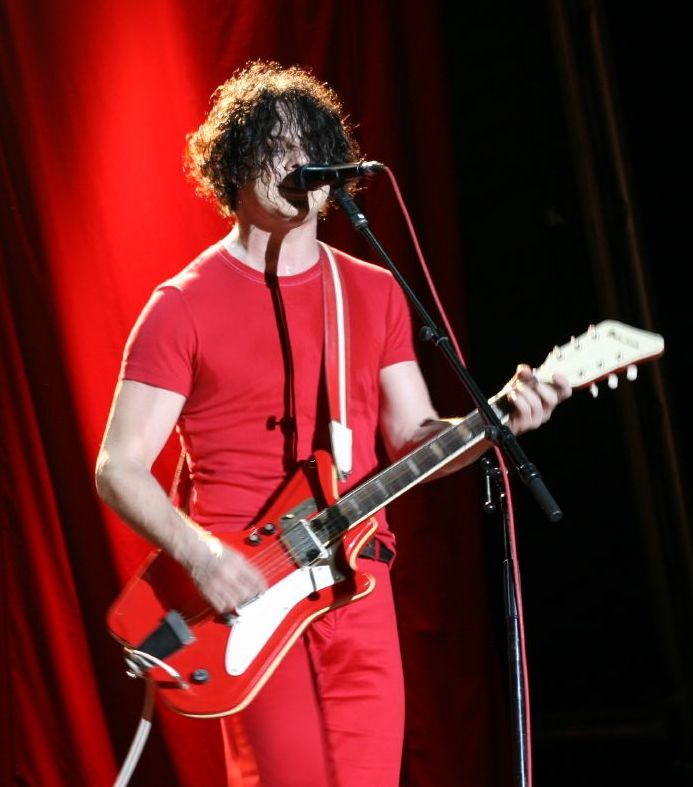
Jack White en 2007

À la fin des années 1990, Jack White s'associe avec Dan John Miller, un ami de Détroit, dans un projet commun de country-garage, appelé les Two Star Tabernacle.
En 1998, Jack White fait sa première apparition discographique officielle sur un 45 tours des Hentchmen, Some Other Guy (Italy Records (en)). Quelques mois plus tard sort le cinquième album du groupe (Hentch-Forth, Italy Records), sur lequel White est crédité à la basse, à la guitare et au chant.
La même année, alors qu'il est encore peu connu au sein même de Détroit, il est recruté par le groupe culte The Go pour y officier en tant que soliste. Peu après la sortie du premier album du groupe, Whatcha Doin' (Sub Pop, 1999), brûlot de rock 'n' roll stoogien typique de Détroit, il sera congédié par Bobby Harlow et John Krautner (tous deux membres fondateurs de The GO) en raison de tensions entre lui et certains membres du groupe et de désaccords avec leur label Sub Pop. Du propre aveu de Jack White, The GO was the only band that I've ever been kicked out of  (« The GO est le seul groupe dont j'ai été viré »).
En 1997, il fonde son propre groupe, les White Stripes, avec lequel il sort un premier album en 1999. Suivront, en onze ans, six autres disques, dont le dernier est un live publié en 2010 sous le titre Under Great White Northern Lights.
En 1999, il effectue en compagnie de Brendan Benson, Kevin Peyok et Ben Blackwell quelques concerts sous le nom de Jack White and The Bricks.
Il apparaît en 2000, pieds et poings liés, sur la pochette du premier album des Soledad Brothers, album qu'il enregistre en compagnie du groupe dans son Third Man Studio. En outre, Johnny Walker, leader des Soledad Brothers, est crédité dans les notes de pochette du premier album des White Stripes pour avoir appris à White comment jouer de la guitare slide.
En 2003, il est classé 17e au classement des 100 meilleurs guitaristes de tous les temps, du magazine Rolling Stone.
En 2004, il produit l'album Van Lear Rose de la chanteuse country Loretta Lynn, avec qui il chante sur le titre Portland, Oregon.
En 2006, il fonde avec son cousin Brendan Benson, et ses amis Jack Lawrence et Patrick Keeler un nouveau combo : The Raconteurs. Avec son nouveau groupe, il sort Broken Boy Soldiers en 2006 puis Consolers of The Lonely en 2008.
Le 30 juillet 2008, les producteurs des films de James Bond ont annoncé que Jack White se joindrait en duo avec la chanteuse Alicia Keys pour interpréter la chanson thème du 22e long métrage de la série, Quantum of Solace. La chanson est intitulée Another Way to Die.
En 2009, Third Man Records, la maison de disque que Jack White crée en 2001, prend place physiquement à Nashville. Il y construit un studio d'enregistrement, une scène de concert et un studio photo, ainsi qu'une boutique.
Plus récemment, le supergroupe The Dead Weather s'est formé et Jack White y joue de la batterie, avec Alison Mosshart, la chanteuse du groupe The Kills, le bassiste des Raconteurs, Jack Lawrence, et de plus l'actuel claviériste de Queens of the Stone Age, Dean Fertita y participe en tant que principal guitariste.
Depuis la séparation des White Stripes le 2 février 2011, Jack White continue à mener de front ses deux autres groupes, The Raconteurs et The Dead Weather. Il produit également un grand nombre d'artistes pour sa maison de disque, Third Man Records.
Il entame en 2012 une carrière solo avec la sortie de Blunderbuss, son premier album, comprenant le single Love Interruption. Le morceau Sixteen Saltines fait l'objet d'un clip qui sort au début du mois d'avril et annonce l'album à venir. Il est à noter que Blunderbuss est copublié par le label de Jack White, Third Man Record et par Columbia.
Le 1er avril 2014, Jack White annonce la sortie de son deuxième album solo Lazaretto en diffusant la chanson High Ball Stepper. Lazaretto paraît le 9 juin 2014.
En 2015, après une longue tournée mondiale, il annonce vouloir se retirer de la scène live pour pouvoir se concentrer sur ses projets artistiques. En fin d'année, il sort une compil sobrement appelée Acoustic Recordings (1998-2016) comportant des reprises, versions alternatives, réinterprétations et réarrangements de ses morceaux en acoustique. Certaines chansons proviennent de faces B, d'autres sont inédites et certaines, enfin, ont été réenregistrés pour l'occasion.
L'année suivante, il produit le documentaire historique American Epic avec l'acteur Robert Redford et le musicien T. Bone Burnett. Le film retrace, en trois parties, la naissance de l'industrie musicale moderne ainsi que les débuts de l'enregistrement audio aux États-Unis dans les années 1920 à 1930. Le documentaire présente l'histoire de musiciens comme la Carter Family, Jimmie Rodgers, Charley Patton, Robert Johnson ou encore Lydia Mendoza. Il est agrémenté du témoignage de certains descendants de ces artistes ruraux devenus mythiques. Ce documentaire sera diffusé pour la première fois le 16 mai 2017 sur la chaîne PBS, suivi d'une seconde partie, appelée The American Epic Sessions. Celle-ci revient sur des compositions légendaires de la musique traditionnelle d'Amérique du Nord avec le blues, le bluegrass, la country, la folk, le gospel, le cajun ou encore la musique traditionnelle amérindienne et mexicaine. On peut y voir des compositions basées sur des œuvres musicales anciennes et autres réinterprétations par des artistes contemporains comme Elton John, Beck, Pokey Lafarge ou encore les Alabama Shakes. L'intérêt de cette seconde partie est qu'elle présente les sessions d'enregistrement dans les conditions et avec le matériel de l'époque reconstitué pour l'occasion. Ce procédé permet alors de faire revivre ces techniques utilisées il y a près de cent ans qui permirent largement de diffuser et démocratiser la musique aux travers des États-Unis puis du monde entier au XXe siècle. Les quelque 32 morceaux enregistrés pour le documentaire ont fait l'objet d'une sortie, la même année, d'un coffret éponyme diffusé via le label de Jack White, Third Man Record.
Plus tard dans l'année, en juillet, White annonce que l'enregistrement de son troisième album solo (sans compter Acoustic Recordings) s'est achevé dans un studio de Los Angeles. Au mois de décembre, l'artiste diffuse une vidéo teaser de quatre minutes appelée Servings and Portions from my Boarding House Reach. comportant de courts extraits de ce futur opus,.
Le 3 janvier 2018, il est annoncé à la programmation du festival Governors Ball en juin de la même année, mettant fin à son retrait de scène engagé en 2016.

## Vie privée
De 1996 à 2000, Jack White a été marié avec Meg White. Depuis, Jack utilise le nom de famille de Meg.
Entre 2003 et 2004, il a eu une relation avec l'actrice Renée Zellweger, rencontrée pendant le tournage du film Retour à Cold Mountain.
Il rencontre ensuite le mannequin Karen Elson pendant le tournage du vidéo clip de la chanson Blue Orchid des White Stripes.
Le 1er juillet 2005, au Brésil, Jack White épouse Karen Elson. Ensemble ils ont deux enfants : une fille prénommée Scarlett Teresa White (née le 2 mai 2006), et un garçon, Henry Lee White (né le 7 août 2007).
Après six ans de mariage, le couple annonce son divorce le 11 juin 2011.
Pour fêter cette séparation, ils organisent une soirée à Nashville, avec l'invitation suivante : « Nous sommes et resterons amis et parents de nos deux enfants. Nous avons eu de la chance de partager toutes ces années ensemble et nous continuerons, chacun de notre côté, mais aussi ensemble, d'élever nos enfants. C'est pourquoi nous organisons une soirée de divorce, avec nos amis et nos familles. »

## Discographie
- The Hentchmen :
  - 1998 : Hentch-Forth
- The GO :
  - 1999 : Whatcha Doin'
- The White Stripes :
  - 1999 : The White Stripes
  - 2000 : De Stijl
  - 2001 : White Blood Cells
  - 2003 : Elephant
  - 2005 : Get Behind Me Satan
  - 2007 : Icky Thump
  - 2010 : Under Great White Northern Lights
- The Raconteurs :
  - 2006 : Broken Boy Soldiers
  - 2008 : Consolers of the Lonely
  - 2019 : Help Us Stranger
- The Dead Weather :
  - 2009 : Horehound
  - 2010 : Sea of Cowards
  - 2015 : Dodge and Burn
- Solo :
  - 2012 : Blunderbuss
  - 2014 : Lazaretto
  - 2016 : Acoustic Recordings (1998-2016)
  - 2018 : Boarding House Reach
  - 2022 : Fear of the Dawn
  - 2022 : Entering Heaven Alive
  - 2024 : No Name[23]

## Filmographie
- 1987 : The Rosary Murders de Fred Walton : Altar Boy (non crédité)
- 2003 : Coffee and Cigarettes de Jim Jarmusch : lui-même
- 2003 : Mutant Swinger from Mars de Michael Kallio : Mikey
- 2003 : Retour à Cold Mountain de Anthony Minghella : Georgia
- 2008 : Shine a Light de Martin Scorsese : lui-même
- 2008 : It Might Get Loud de Davis Guggenheim : lui-même
- 2008 : Walk Hard: The Dewey Cox Story de Jake Kasdan : Elvis Presley
- 2023 : Killers of the Flower Moon de Martin Scorsese : un acteur à la radio